# 민디 로빈슨

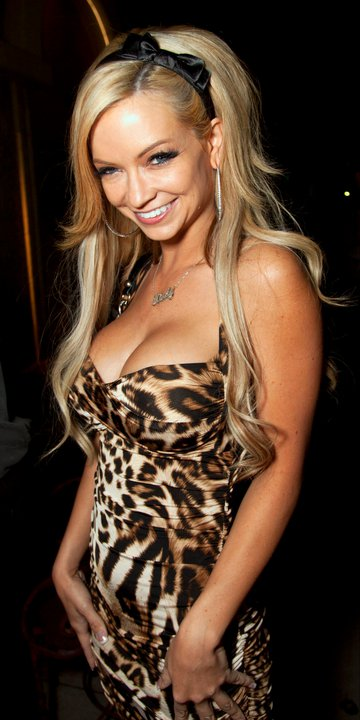

민디 로빈슨(Mindy Robinson, 1980년 2월 14일 ~ )은 미국의 배우, 모델이다.
폴 리버에서 태어났다.

## 출연 작품
- 시크릿 파트너스 (2017년) - 캐런 역
- 체크 포인트 (2017년)
- 블리치 (2016년)
- 레인지 15 (2016년)
- 미실루 (2016년)
- 시스터 코드 (2015년)
- 로드 하드 (2015년)
- 앙투라지 (2015년) - 라버 역
- 맨션 오브 블러드 (2015년) - 셜리 역
- 올 아메리칸: 비키니 카워시 (2015년) - 트레이시 역
- 좀비 : 새벽의 저주 (2014년) - 간호사 에스칸달로 역
- 누드걸스 (2014년) - 엠버 역
- 엑스 (2014년) - 민디 역
- 스트레치 (2014년)
- 거리의 보안관 (2014년)
- 더 오트밀 맨 (2014년) - 다니엘 역
- 섹스코치 (2014년) - 비치 하티 역
- 비헤이빙 배들리 (2014년)
- 아메리칸 섹스 파이 (2014년) - 애비 역
- 진저데드 맨 Vs. 이블 봉 (2013년)
- 앱스트랙션 (2013년) - 제니 역
- 더 맹글드 (2013년) - 아베이 베이츠 역
- 어 블러드 스토리 (2013년) - 매디슨 셰필드 역
- 사스콰치 vs. 예티 (2013년) - 안젤라 역
- 페이슨 누 (2013년) - 토리 역
- 페이슨 누: 2 러브 리턴 (2013년) - 토리 역
- 더 글래스 써클 (2013년) - 씨에라 역
- 티쳐스' 데이 (2013년)
- 레드라이트 케이트 (2013년) - 멜린다 역
- 드라큘라 - 더 임팔러 (2013년) - 캉큐바인 역
- 포크 유 (2013년) - 샌디 역
- 리지 보든의 복수 (2013년) - 애슐리 역
- 더 아메리칸 간디 (2013년) - 캔디 역
- 칙스 디그 게이 가이즈 (2013년) - 맨디 역
- 캐스팅 카우치 (2013년) - 크리스틴 폭스 역
- V/H/S/2 : 악마를 부르는 비디오 (2013년)
- 바운티 킬러 (2013년) - 에스텔 역
- 엠부쉬 (2013년)
- 고스트 오브 컨저링 (2012년)

### 텔레비전
- A Place Called Hollywood (2019) - 리나 역